# Ordine di Kutuzov (Federazione Russa)
L'Ordine di Kutuzov (in russo Орден Кутузова?, Orden Kutuzova) è un'onorificenza della Federazione Russa.

## Storia
L'Ordine è stato fondato il 7 settembre 2010 ed è stato assegnato per la prima volta il 9 febbraio 2011.

## Assegnazione
L'Ordine viene assegnato ai militari e alle unità militari:
- per l'efficiente organizzazione e conduzione di operazioni, durante la quale, nonostante la superiorità numerica del nemico siano stati raggiunti gli obiettivi dell'operazione;
- per la perseveranza nel respingere gli attacchi dei nemici di terra, aria e mare, per le truppe che occupano aree di responsabilità,
- per l'efficiente organizzazione del controllo delle truppe, per la cura della difesa, per il mantenimento di una stretta interazione tra le truppe che partecipano alle operazioni e che hanno garantito la sconfitta del nemico;
- per la condotta nel ritiro delle truppe dall'ambiente senza significativa perdita di efficacia di combattimento;
- per la corretta esecuzione di una missione, mostrando coraggio personale, che ha portato alla distruzione di importanti strutture ed equipaggiamenti militari del nemico a terra, in aria e in mare.

## Insegne
- L'insegna è una croce patente d'oro di 40 mm di larghezza d'argento con i raggi d'oro sporgenti tra le sue braccia in un angolo ottuso. Nel centro del dritto vi è un medaglione d'argento circondato da una larga fascia bianca smaltata circondata da un ramo alloro dorato e da una corona di quercia. Nel medaglione vi è il profilo sinistro di Kutuzov con l'immagine del muro del Cremlino sullo sfondo. Ai lati del medaglione vi è una fascia smaltata di bianco con la scritta dorata «Михаил Кутузов» ("Michail Kutuzov"). L'inverso è nudo, tranne per la presenza del numero di serie.
- Il nastro è blu con fascia arancione al centro.

## Insigniti
1. 45º Reggimento autonomo (9 febbraio 2011)
2. 393ª Base aerea dell'Aeronautica Militare della Federazione Russa (12 giugno 2012)
3. 74ª Brigata fucilieri motorizzata delle guardie "Zvenigorodka-Berlino" (1º febbraio 2014)
4. Accademia Militare dello Stato Maggiore Generale delle Forze Armate della Russia (23 maggio 2015)
5. Capitano Fëdor Vladimirovič Žuravlëv (8 dicembre 2015, postumo) - Morto mentre svolgeva missioni di combattimento per proteggere gli interessi nazionali della Federazione Russa nella Repubblica Araba Siriana
6. Capitano Maksim Aleksandrovič Soročenko (2015, postumo)
7. Tenente generale Michail Jur'evič Teplinskij (2016) - Vice comandante del Distretto militare meridionale
8. Accademia Federale del Servizio di Guardia di Sicurezza della Federazione Russa (settembre 2016)
9. Tenente generale Evgenij Alekseevič Ustinov (2017)
10. Centro internazionale di azione sulle mine delle Forze armate della Federazione Russa (18 dicembre 2018)
11. Colonnello generale Aleksej Rostislavovič Kim (2018) - Vicecapo per il lavoro accademico dell'Accademia militare delle forze armate della Federazione Russa
12. Tenente generale Sergej Jur'evič Kuzovlev (2018) - Comandante dell'8ª Armata combinata delle guardie del Distretto militare meridionale
13. Tenente generale Valerij Nikolaevič Solodčuk (2018) - Capo di stato maggiore della 36ª Armata del Distretto militare orientale di stanza nella Repubblica di Buriazia
14. Maggiore Rafael Khusnulin (2018)
15. Tenente maggiore Sergej Jur'evič Elin (18 agosto 2018) - Morto mentre svolgeva missioni di combattimento nella Repubblica Araba Siriana
16. 2º Reggimento della Divisione Scopo Operativo autonoma "A.I. F. E. Dzeržinskij" della Guardia Nazionale della Federazione Russa (3 maggio 2019)
17. 104º Reggimento d'assalto aereo delle guardie (24 dicembre 2019)
18. Accademia militare di supporto logistico "Generale dell'esercito A.V. Khrulyov" (21 febbraio 2020)
19. 4º Reggimento della Divisione Scopo Operativo autonoma "A.I. F. E. Dzeržinskij" della Guardia Nazionale della Federazione Russa (14 maggio 2021)
20. Scuola superiore di comando di ingegneria militare "Maresciallo delle truppe di ingegneria A.I. Prošljakov" di Tjumen' (1º settembre 2022)